# Taidži Macue
Taidži Macue (松江 泰治, Macue Taidži, * 1963) je profesionální japonský fotograf.

## Výstavy
- 2004: Festival Les Rencontres d'Arles, Francie.

## Ocenění
- 1996: Cena Higašikawy, cena mladého fotografa (Higašikawa, Hokkaido)
- 2002: 27. cena za fotografii Ihei Kimury, Asahi Šimbun Publishing Co.